# 天津張園
张园，是清代湖北提督兼驻武昌新建陆军第八镇统制张彪的旧居，也是清朝末代皇帝溥仪和孙中山二次护法后北上时期在天津的故居。建于1915年，位于当时的天津日租界的宫岛路（今鞍山道59号），该建筑目前是全国重点文物保护单位和重点保护等级历史风貌建筑、国家AAA级旅游景区。

## 历史
1912年，张彪定居天津日租界并投资实业界购置土地。1915年至1916年间，张彪在宫岛街（今鞍山道59号）投资兴建了一栋西洋古典风格的三层楼房，当时取名为“露香园”。因为园主为张彪，因此被称之为“张园”。1923年，张彪和广东商人彭某合作在张园内开设北安利广东餐馆、剧场、曲艺场、露天电影场和台球房等并设立茶座、冷饮。使露香园成为露天游乐场，和对面的大罗天游艺场交相呼应。

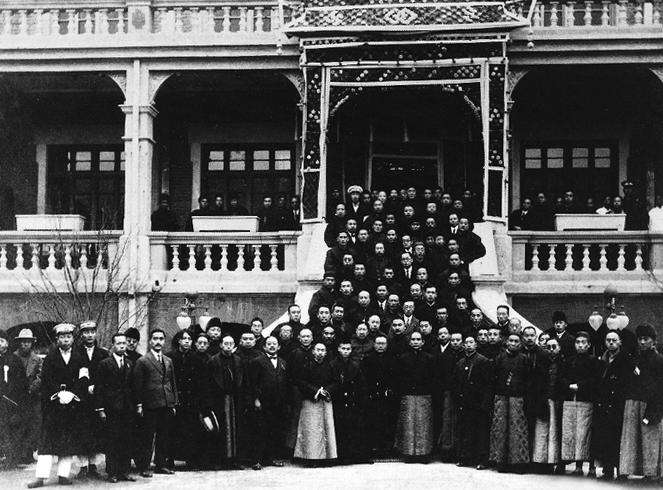
孙中山在张园与天津各界人士的合影

1924年10月，第二次直奉战争爆发，段祺瑞邀请孙中山北上出席“善后会议”。同年12月4日，孙中山偕夫人宋庆龄由日本到达天津。负责接待的许世英因其女儿与张彪女儿同窗的关系便安排孙中山先生及夫人入住“张园”。但张彪婉言拒绝其要求。许世英便让天津一些政要和日本驻天津总领事找张彪说情。张彪遂答应了许世英的请求。孙中山携夫人宋庆龄入住张园当天，天津很多政界要员到张园迎接并合影留念。孙中山与宋庆龄在张园居住27天便赶赴北京。　　 

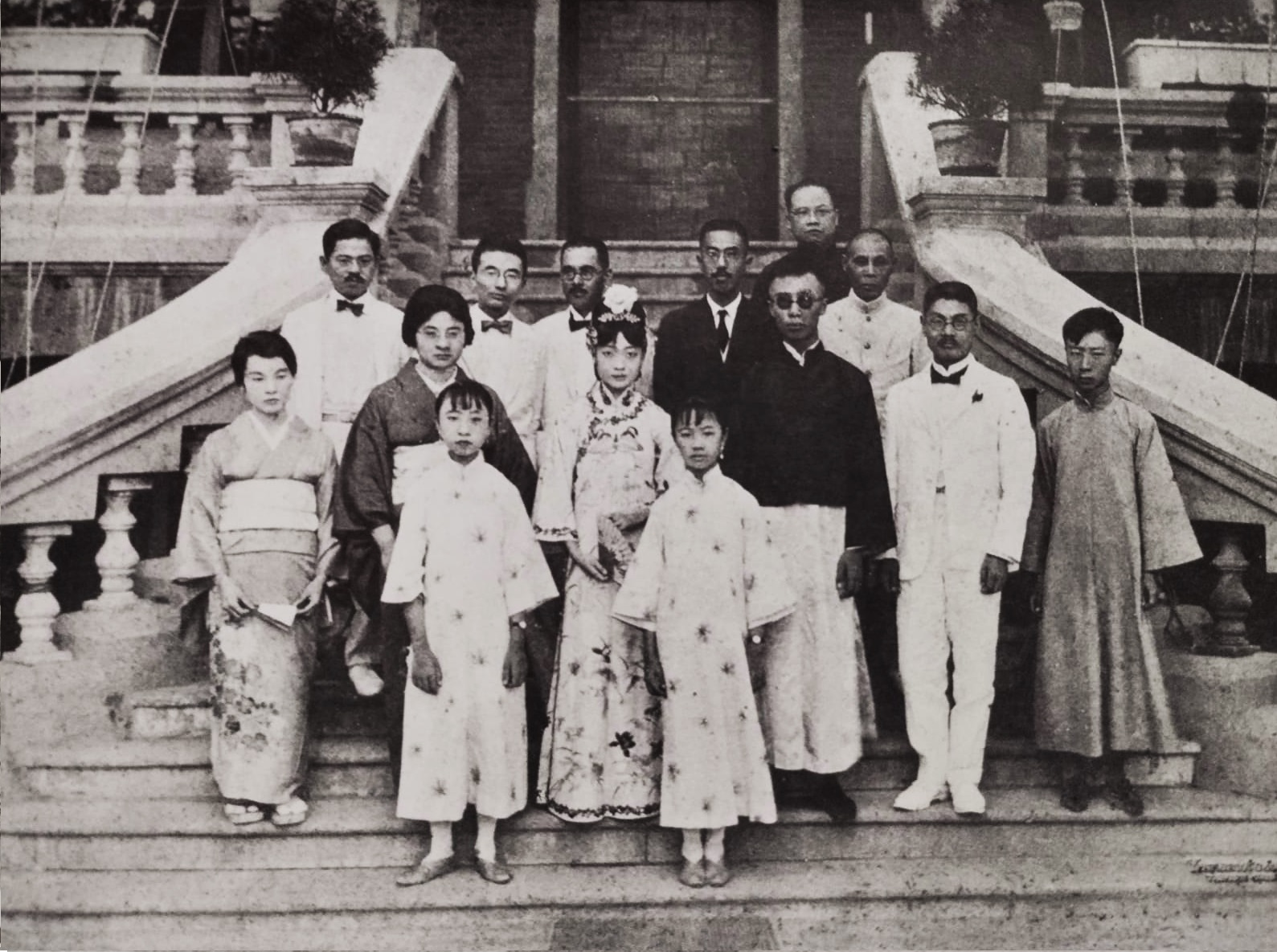
溥仪和婉容在张园

1924年11月5日，冯玉祥派鹿钟麟带兵入紫禁城，逼溥仪离宫。1925年2月，溥仪来到天津入住张园“平远楼”并住在54天前孙中山夫妇所在的卧室。张彪派家人以君臣之礼接驾并购置接驾所需的诸多用品，并定制了英国惠罗公司的欧式家具，并在“平远楼”上加盖了一层，还在园内右侧修建了木屋四间，作为内阁阁丞、军机章京、南书房行走的所在。“平远楼”第四层建好后，分别作为溥仪的餐厅、琴房和弹子房。同年，溥仪在张园门外挂出“清宫驻津办事处”的匾额，张彪去世后，溥仪迁出张园。现只留下半块刻有“前清宣统帝行（宫）”的残缺石碑。1927年9月，张彪病终。1931年初，溥仪移住静园。
溥仪离开天津后，张彪之子把张园卖给了日本人并辟为日本警备司令部。七七事变后，张园被日本驻军占有并改建。日本投降后，张园被当作天津特别市警备司令部。1949年1月15日中國人民解放軍占領天津后，张园曾为天津警备司令部，后改为天津市少年儿童图书馆。2006年，天津少年儿童图书馆迁出张园。天津京剧院迁址到张园进行日常办公。
2018年3月，张园在经过整体提升改造之后，部分展区正式对外开放。

## 建筑

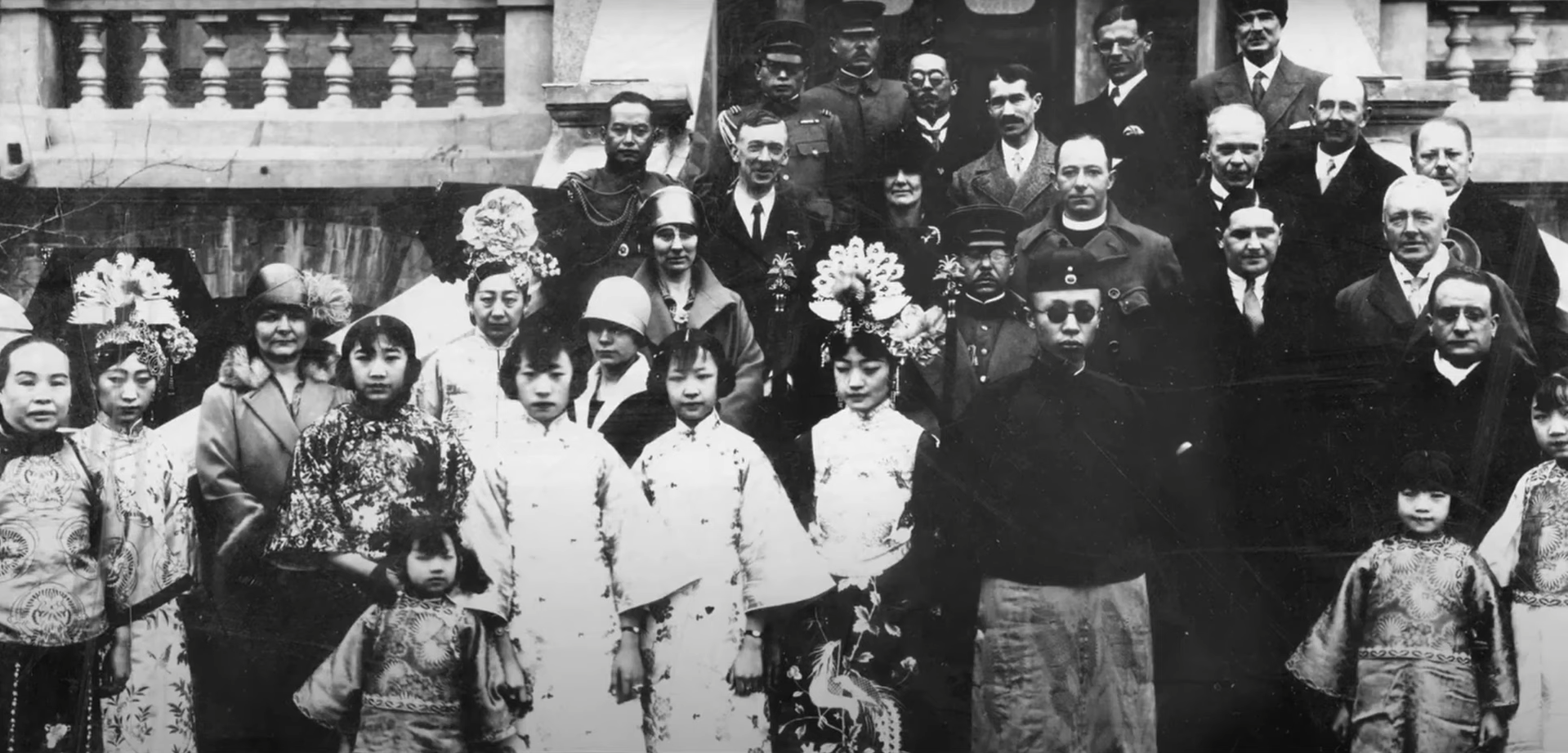
溥仪与婉容

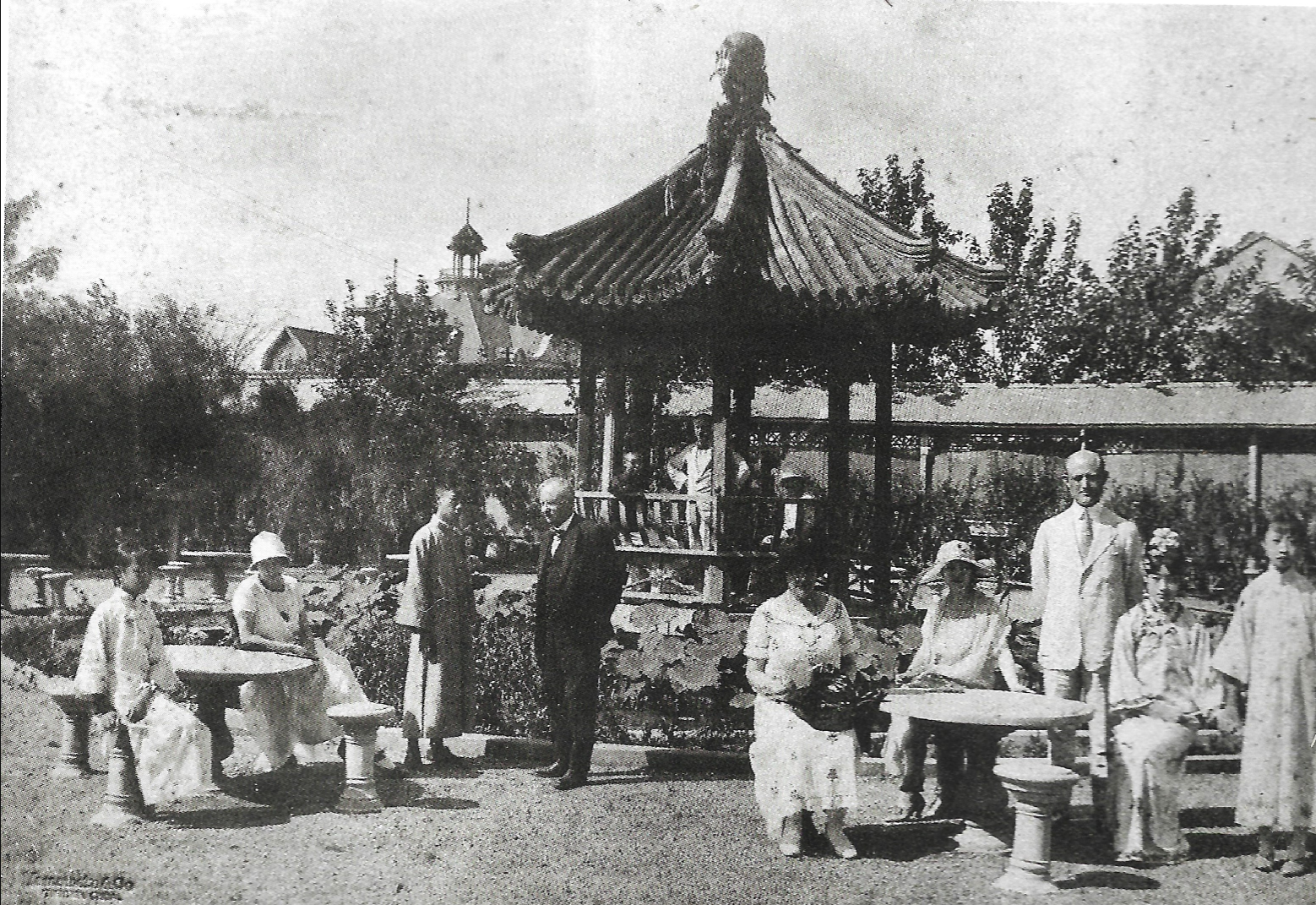
1920年代张园

张园内主建筑当时名为“平远楼”，占地20余亩。为混合结构二层楼房，采用不对称形式，转角处设有塔楼强调竖向构图，外墙开窗形式多样，立面效果丰富，外檐墙裙与门窗套用水泥石饰面，有多道水平线角。楼房四周长廊围绕，入口处设有台阶。此外，园中还设有石山，水池，花园和水亭。园中还建有张彪为他八个孩子修建的八幢二层楼房，取名为“宏济里”（今鸿记里）。

## 图集

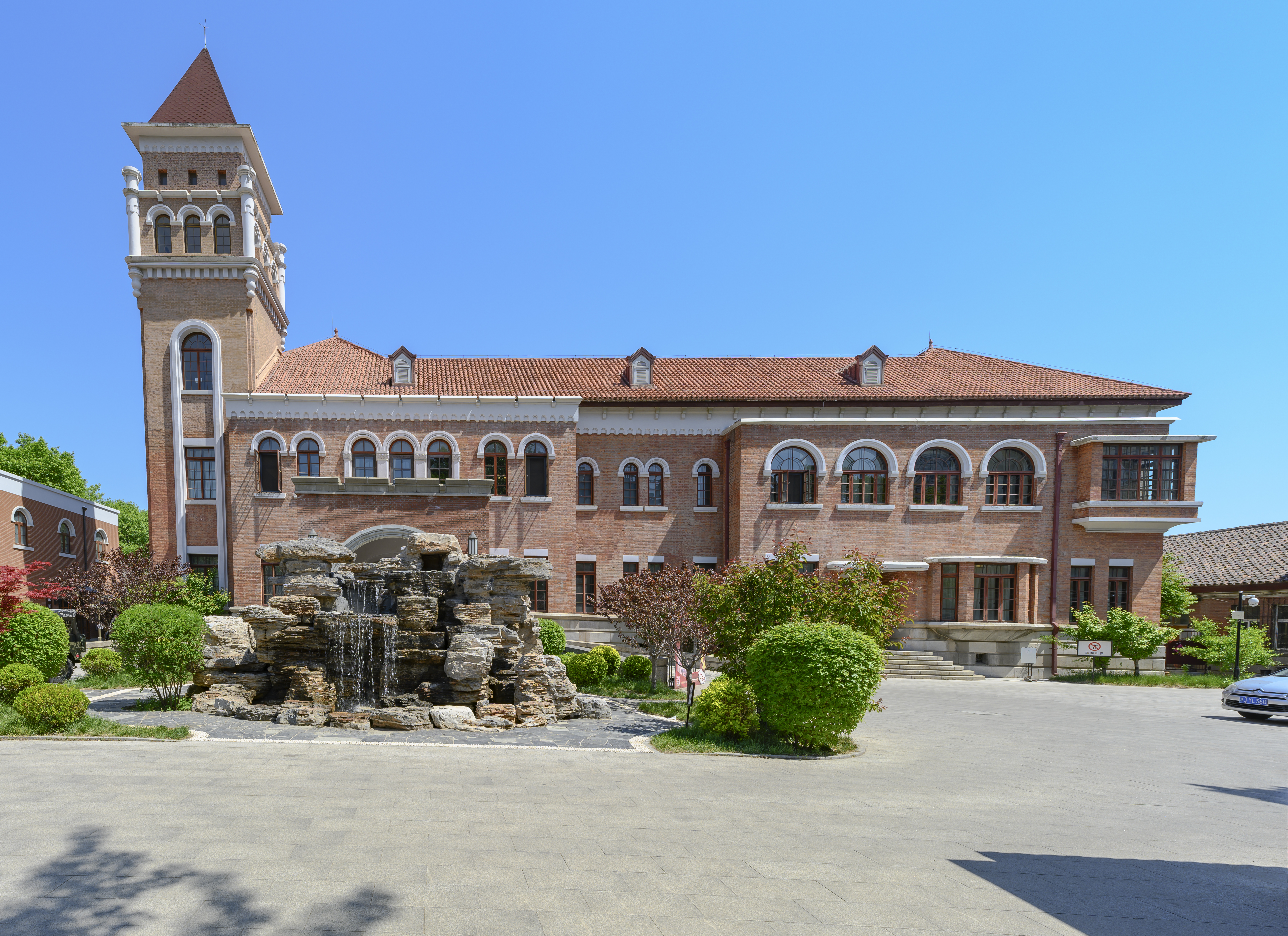
张园
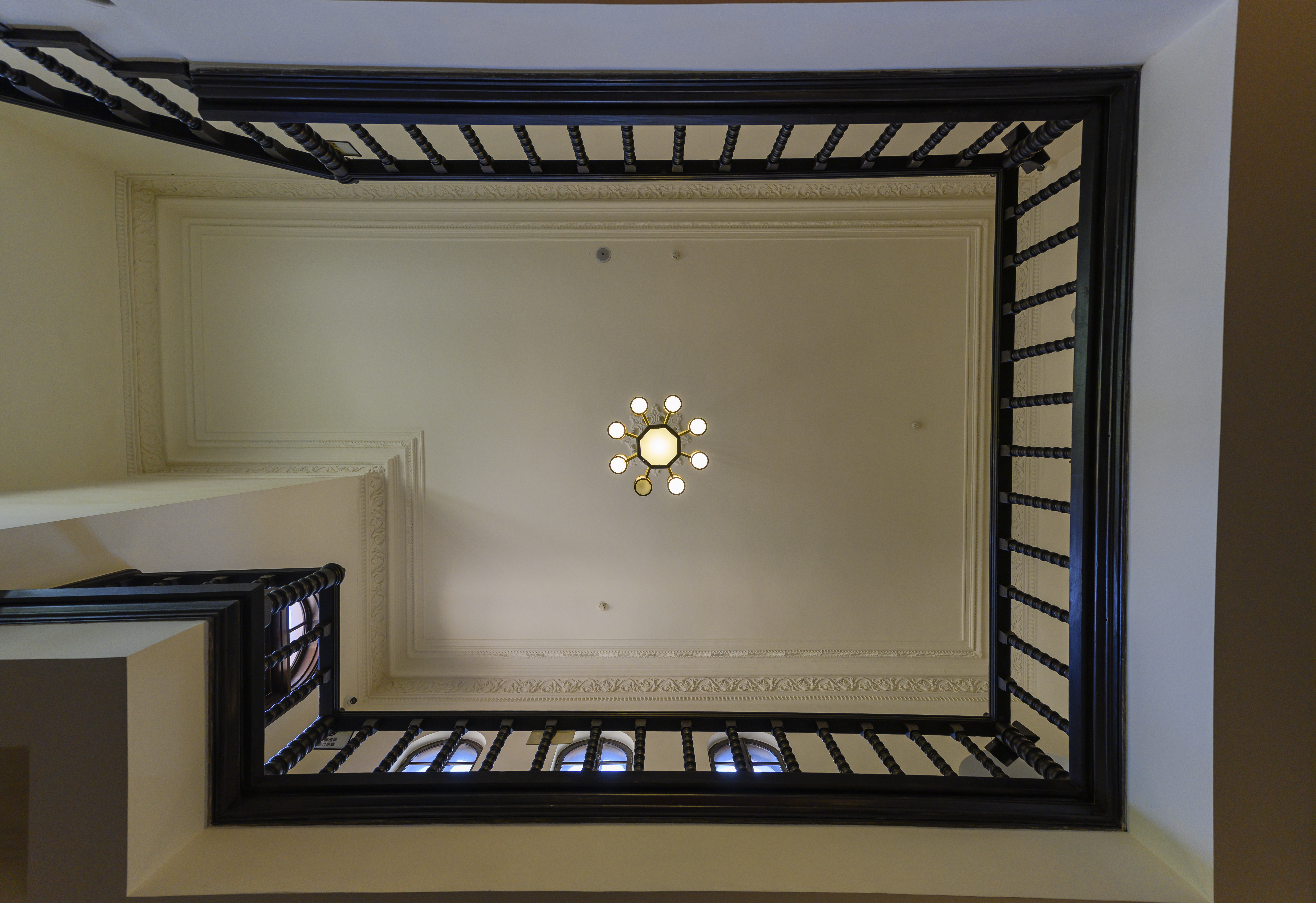
内景
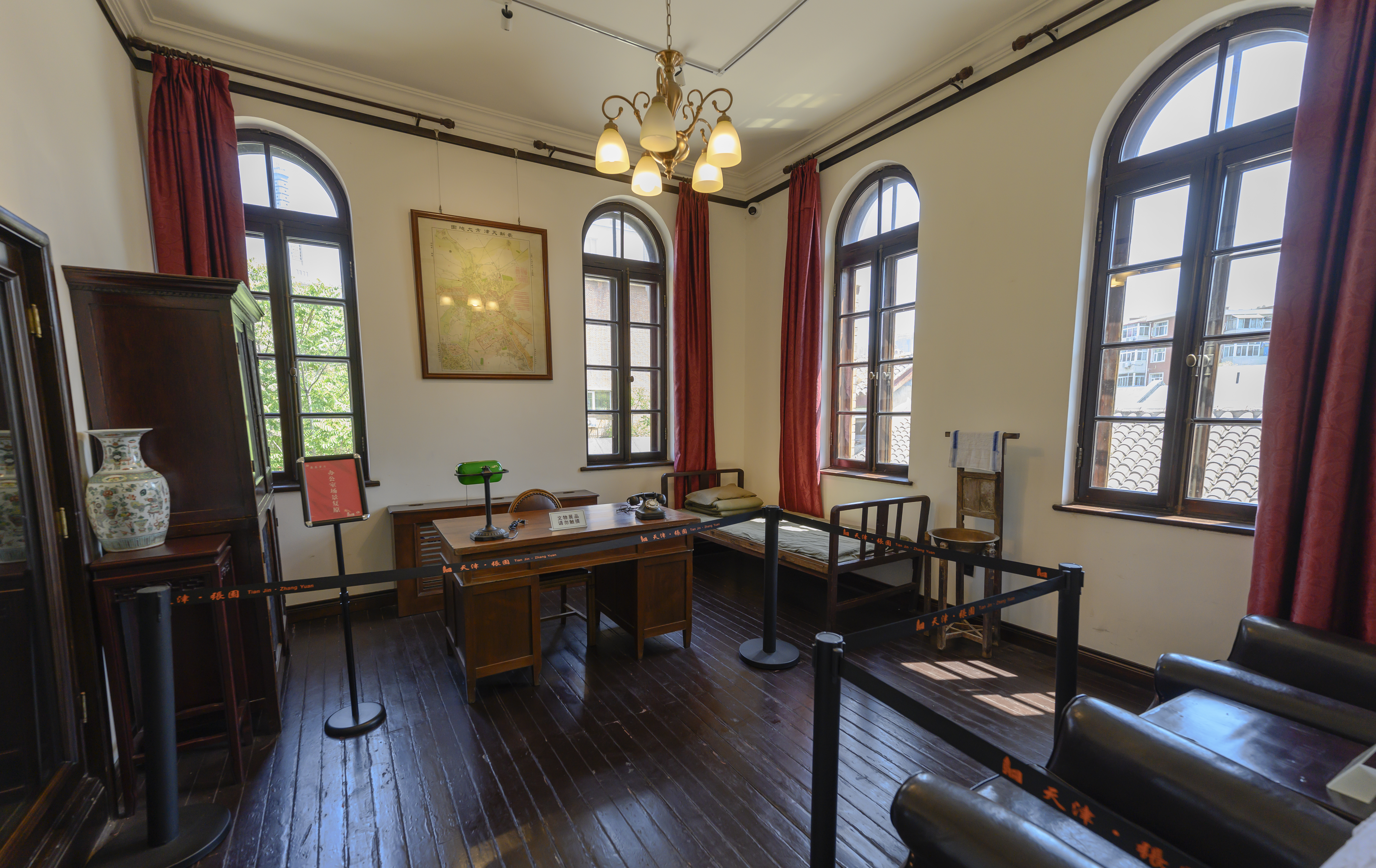
内景
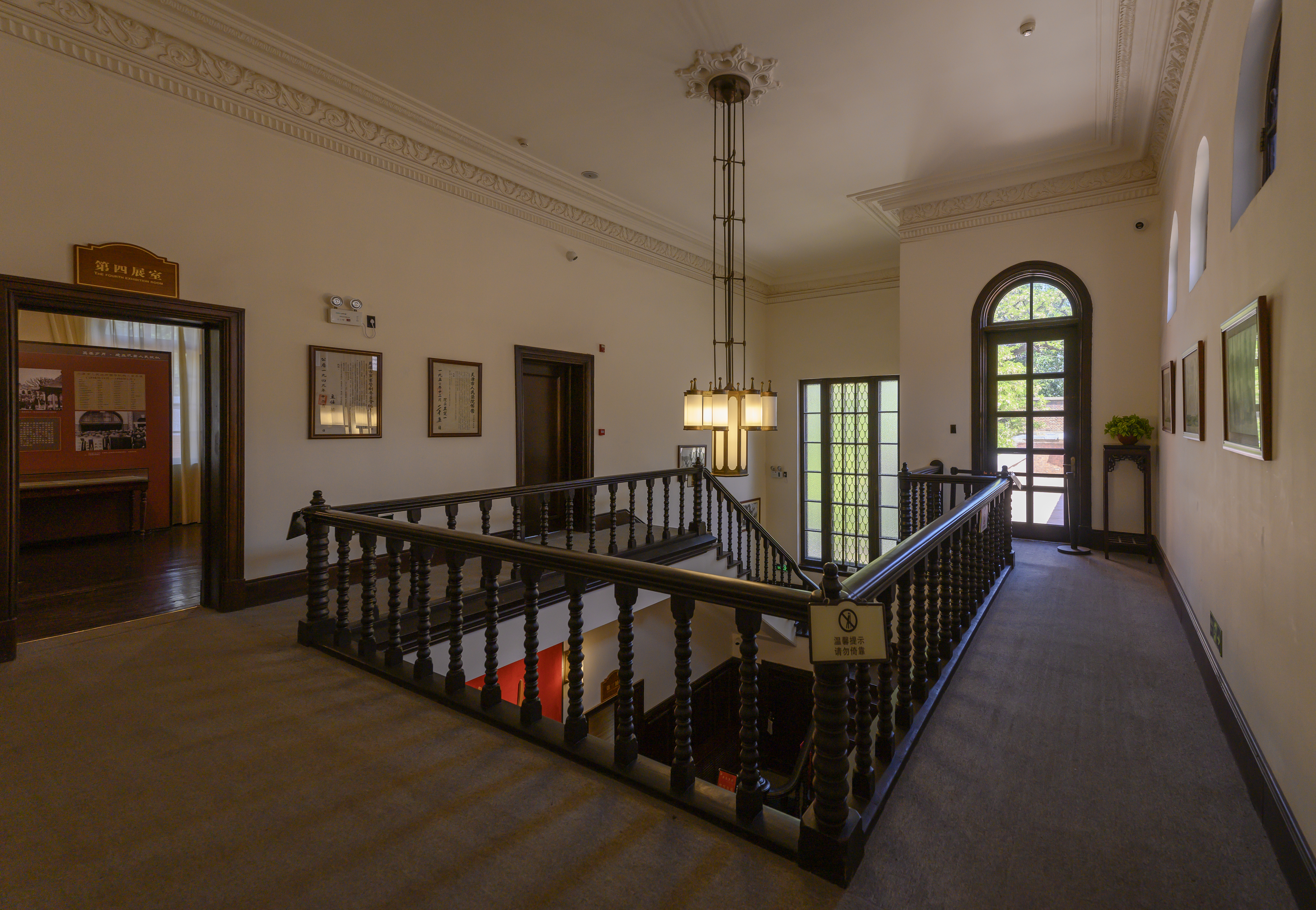
内景